# Mikael Lustig
Carl Mikael Lustig (Umeå, Suecia, 13 de diciembre de 1986) es un exfutbolista sueco que jugaba como defensa.

## Trayectoria

### Inicios de su carrera
Lustig empezó su carrera con el Sandåkerns SK, que luego se trasladó a Umeå FC. Jugó durante dos años en el club.

### GIF Sundsvall
Lustig firmó por el club GIF Sundsvall para la temporada 2005 donde jugó en ocho partidos marcando 2 goles. Para la temporada siguiente el GIF Sundsvall fue relegado a la Superettan. Estando en esa división durante los próximos dos años con Lustig, jugando en 57 de los 60 juegos. Para la temporada 2008 el equipo estaba de vuelta en la Allsvenskan y Lustig siguió siendo regular en él. Durante el verano se trasladó al club noruego Rosenborg BK.

### Rosenborg BK
Después de cuatro temporadas con el Rosenborg BK, Lustig dejó el club en noviembre de 2011. Despertado así el interés de otros clubes europeos, como de la Premier League de Escocia el Celtic, desde la Premier League inglesa el Fulham y también el Espanyol.

### Celtic
El 23 de noviembre de 2011, el Celtic anunció que habían firmado Lustig en un precontrato. Se unió oficialmente al club el 1 de enero de 2012. Hizo su debut para el Celtic el 3 de marzo, en el empate 1-1 con. Aberdeen Él anotó su primer gol para los Hoops en un empate 2-2 en casa contra el Hibernian el 1 de septiembre de 2012. El 17 de julio de 2013, Lustig abrió el marcador en la victoria del Celtic por 3-0 en la segunda ronda de clasificación ante el Cliftonville en la Champions.

## Selección nacional
Jugó para las secciones sub-19 y sub-21 de la selección de fútbol de Suecia. En 2008 debutó con Suecia en un amistoso contra Estados Unidos.
En 2012 fue seleccionado por Erik Hamrén para acudir a la Eurocopa 2012.

## Clubes
| Club           | País    | Año       |
| -------------- | ------- | --------- |
| Umeå FC        | Suecia  | 2005      |
| GIF Sundsvall  | Suecia  | 2005-2008 |
| Rosenborg BK   | Noruega | 2008-2011 |
| Celtic F. C.   | Escocia | 2012-2019 |
| K. A. A. Gante | Bélgica | 2019-2020 |
| AIK Solna      | Suecia  | 2020-2022 |

## Palmarés

### Títulos nacionales
| Título               | Club         | País    | Año     |
| -------------------- | ------------ | ------- | ------- |
| Eliteserien          | Rosenborg BK | Noruega | 2009    |
| Eliteserien          | Rosenborg BK | Noruega | 2010    |
| Supercopa de Noruega | Rosenborg BK | Noruega | 2010    |
| Scottish Premiership | Celtic F. C. | Escocia | 2011-12 |
| Scottish Premiership | Celtic F. C. | Escocia | 2012-13 |
| Copa de Escocia      | Celtic F. C. | Escocia | 2012-13 |
| Scottish Premiership | Celtic F. C. | Escocia | 2013-14 |
| Scottish Premiership | Celtic F. C. | Escocia | 2014-15 |
| Copa de la Liga      | Celtic F. C. | Escocia | 2014-15 |
| Scottish Premiership | Celtic F. C. | Escocia | 2015-16 |
| Copa de la Liga      | Celtic F. C. | Escocia | 2016-17 |
| Scottish Premiership | Celtic F. C. | Escocia | 2016-17 |
| Copa de Escocia      | Celtic F. C. | Escocia | 2016-17 |
| Copa de la Liga      | Celtic F. C. | Escocia | 2017-18 |
| Scottish Premiership | Celtic F. C. | Escocia | 2017-18 |
| Copa de Escocia      | Celtic F. C. | Escocia | 2017-18 |
| Copa de la Liga      | Celtic F. C. | Escocia | 2018-19 |
| Scottish Premiership | Celtic F. C. | Escocia | 2018-19 |
| Copa de Escocia      | Celtic F. C. | Escocia | 2018-19 |